# Rockapella
Rockapella ist eine aus 5 Musikern bestehende A-cappella-Gruppe. In den USA sind sie vor allem durch ihre musikalische Untermalung der „Folgers Coffee“-Werbungen und dem Titelsong zu Carmen Sandiego bekannt geworden.
Der Slogan „All Sounds provided by the voices and appendages of Rockapella“ (auf Deutsch: Alle Klänge werden von den Stimmen und Anhängseln von Rockapella bereitgestellt) stellt eine der zentralen Ideen der Gruppe dar und erscheint auf dem Cover des Albums Don't Tell Me You Do. Der Spruch ist eine Anspielung auf die oftmals in Disclaimern erscheinenden Datenschutzrichtlinien.
Weiterhin veröffentlichten Rockapella viele gecoverte Versionen von Pop- und Rocksongs.

## Diskografie (Auswahl)

### Unabhängig veröffentlicht
- Motown & More (März 2013)
- A Rockapella Holiday (November 2011)
- Bang! (Oktober 2010)
- Live in Japan (Juni 2004)

### Amerigo-Veröffentlichungen
- Comfort & Joy (November 2002)
- Smilin' (August 2002)

### J-Bird-Veröffentlichungen
- In Concert (März 2001)
- Christmas (Oktober 2000)
- Rockapella 2 (März 2000)
- Don't Tell Me You Do (Februar 1999)

### Limited-Edition-Alben
- Rockapella (Sommer 1997)
- Lucky Seven (Spätsommer 1996)
- Primer (Sommer 1995)

### Japan-Veröffentlichungen
- To NY (Frühjahr 1992 ForLife)
- From NY (Frühjahr 1992 ForLife)
- Bash! (Herbst 1992 ForLife)
- Vocobeat (Sommer 1994 ForLife)
- Out Cold (Herbst 1994 ForLife)
- Best Fest (Herbst 1995 ForLife)
- Lucky Seven (Herbst 1996 ForLife)
- Christmas (Herbst 2001 Rentrak)
- More Than Ever (Frühjahr 2002 Rentrak)
- In Concert (Frühjahr 2002 Rentrak)